# Les Sicyoniens
Les Sicyoniens (en grec ancien οἱ Σικυώνιοι / hoi Sikyốnioi) ou Le Sicyonien est une comédie grecque fragmentaire de Ménandre : 470 vers ont survécu (soit entre un tiers et la moitié du total), conservés dans un manuscrit de la fin du IIIe siècle av. J.-C.
L'intrigue tourne autour de l'héroïne, Philouméné, fille d'un citoyen pauvre et enlevée dans son enfance par des pirates. Un jeune officier, Stratophanès, en tombe amoureux. Cependant, il sait que la jeune fille est athénienne, alors que lui-même est citoyen de Sicyone : il ne peut donc l'épouser. L'intrigue est compliquée par l'intervention de l'Athénien Moschion, amoureux lui aussi de Philouméné, et de son père Smicrinès. À la fin, on s'aperçoit que Stratophanès est en fait athénien : il peut épouser Philouméné.
La pièce était très appréciée dans l'Antiquité, comme l'atteste une fresque d'Éphèse datant du IIe siècle apr. J.-C. ainsi qu'une lettre du recueil d'Alciphron (IV, 19, 19).